# Bítov, Znojmo
Bítov là một làng thuộc huyện Znojmo, vùng Jihomoravský, Cộng hòa Séc.